# يوردانيس غارسيا
يوردانس غارسيا باريسونتي (بالإسبانية: Yordanis García Barrisonte) هو متسابق عشاري كوبي ولد في يوم 21 نوفمبر 1988 في بلدة سان خوان مارتينيز في كوبا، أبرز إنجازاته هو فوزه بالميدالية الفضية في دورة الألعاب الأمريكية 2007 في ريو دي جانيرو في البرازيل، وفاز أيضاً بالميدالية البرونزية في دورة الألعاب الأمريكية 2011 في غوادالاخارا في المكسيك.

## روابط خارجية
- يوردانيس غارسيا على موقع الاتحاد الدولي لألعاب القوى (الإنجليزية)
- يوردانيس غارسيا على موقع اللجنة الأولمبية الدولية (الإنجليزية)
- يوردانيس غارسيا على موقع أوليمبيديا (الإنجليزية)